# Никита Николаевич
Никита Михайлович Николаевич (на беларуски: Мікіта Міхайлавіч Мікалаевіч) е беларуски футболист, който играе на поста централен полузащитник. Състезател на Шахтьор Солигорск.

## Кариера
На 18 февруари 2022 г. Николаевич е обявен за ново попълнение на Славия. Дебютира на 2 април при победата с 1:0 като домакин на Арда.